# Dim Mak Records
Dim Mak Records är ett skivbolag grundat 1996 av Steve Aoki i Los Angeles i Kalifornien.

## Artister
Artister signerade av Dim Mak Records
- Garmiani
- All Leathe
- Coone
- Dada Life
- Steve Aoki
- Infected Mushroom
- Atari Teenage Riot
- Autoerotique
- Bass Spaghetti
- The Bloody Beetroots
- The Deadly Syndrome
- Etienne de Crecy
- Felix Cartal
- From Monument to Masses
- Armand Van Helden
- Machines Don't Care
- MOTOR
- MSTRKRFT
- Mustard Pimp
- Pase Rock
- PeaceTreaty
- Rob Roy
- Scanners
- SHADOW DANCER
- Shinichi Osawa
- Shitdisco
- S.P.A.
- Weird Science
- Villains
- Whitey
- Willowz
- ZUPER BLAHQ
- GTRONIC

Tidigare signerade artister
- Battles
- Bloc Party
- Datarock
- SPA
- The Deadly Syndrome
- Die Monitr Batss
- Foreign Born
- Gossip
- The Icarus Line
- The Kills
- Kill Sadie
- Miracle Chosuke
- Mystery Jets
- Neon Blonde
- Oh No! Oh My!
- Pony Up
- The Rakes
- Sean Na Na
- Them Jeans
- The Von Bondies
- Whirlwind Heat